# Nothrus basilewskyi
Nothrus basilewskyi är en kvalsterart som beskrevs av Balogh 1958. Nothrus basilewskyi ingår i släktet Nothrus och familjen Nothridae. Inga underarter finns listade i Catalogue of Life.